# 加藤貞泰
加藤貞泰（日语：／ Katō Sadayasu，1580年—1623年6月19日）是日本安土桃山時代至江戶時代前期的武將、大名，最初為美濃黑野藩主，後來先後出任伯耆米子藩主和伊予大洲藩主。父親是加藤光泰。

## 生涯
天正8年（1580年），貞泰作為羽柴秀吉（後來的豐臣秀吉）的家臣加藤光泰的次子出生。
文祿2年（1593年）8月，貞泰的父親光泰在文祿之役期間死去，年僅14歲的貞泰繼任家督並且出仕於秀吉，拜領甲斐國。翌年，他叙任為從五位下，並且獲賜姓豐臣。文祿4年（1595年），他移封至美濃黑野4萬石。
慶長5年（1600年）爆發的關原之戰中，貞泰從屬於西軍的石田三成，並且負責駐守尾張犬山城，後來他轉投東軍，在井伊直政的麾下作戰。他在美濃大垣城與西軍對峙後，在主戰時與島津義弘率領的島津軍交戰，其後又與稻葉貞通一同攻陷由長束正家駐守的水口岡山城，以東軍勝利告終。貞泰則憑戰功獲德川家康安堵所領，成為藩主。
其後，貞泰盡力開發黑野城和城下町，最終在慶長15年（1610年）1月獲准進行自由貿易，推行樂市。同年7月15日，他獲加增至伯耆米子藩6萬石。慶長19年（1614年）爆發的大坂之役中，他作為德川氏一員立下戰功，協助家康擊敗豐臣秀賴一統天下。元和3年（1617年），江戶幕府成立後不久，他被移封至伊予大洲藩6萬石，其後加藤氏一直擔任大洲藩主直至廢藩置縣為止。
元和9年5月22日（1623年6月19日），貞泰死去，享年44歲，由長子加藤泰興繼任家督。原本，次子加藤直泰獲分封1萬石，但是其兄長泰興並不同意而一度對立，最終在寬永16年（1639年）才以藩內分知的形式和解，直泰則在喜多郡上新屋村興建新谷陣屋，成立了新谷藩，儘管新谷藩的定位是大洲藩的支藩，但是有別於其他支藩主只是被承認為陪臣，新谷藩主是唯一獲承認為大名的支藩主。
貞泰的女兒則嫁給常陸谷田部藩主細川興昌，誕下了次任藩主細川興隆。